# The Blythe Coal Company
La Blythe Coal Company est l'une des trois sociétés par actions créées en 1694 et 1696 pour l'exploitation des Mines de charbon de Newcastle et sa région, avec la "New Blythe Coal Company", la "Plessey Coal Company" et la "Durham Salt and Coal Company". 
La Blythe Coal Company est située dans la ville de Blyth, au nord de Newcastle, connue pour ses gisements de sel et de charbon dès le XVIIIe siècle.
Les Mines de charbon de Newcastle, secteur à l'origine proche des royalistes, étaient sous le monopole de la commune de la ville, pour l'approvisionnement en charbon de la ville de Londres, ce qui résultait en pénuries régulières. Le charbon était de qualité, mais l'extraction pénible et peu efficace, ramenant beaucoup d'eau à la surface. Cette nouvelle société a joué un rôle de leader dans l'ouverture de nouvelles mines là où le charbon était le meilleur, grâce à de bonnes techniques de drainage.
En 1691, John Hodges dépose un brevet et créé une société pour la fonte au coke, en Irlande et en 1692 c'est le cas de Thomas Addison, de Whitehaven, ville située sur la côte ouest, un secteur ou existaient depuis le XVIe siècle de nombreuses mines, qui réunit un capital de 10 500 sterling.